# Chó sục Patterdale
Chó sục Patterdale (tiếng Anh: Patterdale Terrier) là một giống chó của Anh xuất phát từ các giống chó săn phía Bắc của đầu thế kỷ 20. Nguồn gốc của giống chó có thể được bắt nguồn từ Lake District, đặc biệt là Ullswater Joe Bowman, một nhà lai tạo Chó sục Border.

## Mô tả

### Ngoại hình
Có một số tiêu chuẩn của Chó sục Patterdale. Đáng chú ý nhất là Câu lạc bộ đăng ký chó thuần chủng Liên bang (UKC) và American Dog Breeders Association (ADBA), cả hai đều ở Hoa Kỳ, kể từ khi United Kingdom Kennel Club không công nhận chó sục Patterdale.
Tiêu chuẩn UKC cho biết chó sục Patterdale cao từ 25 đến 40 cm, và chỉ định rằng chó phải ở trong tình trạng khỏe mạnh, phù hợp. Tiêu chuẩn UKC quy định cụ thể hơn:
Chó sục nhỏ hoạt động thể hiện một kích thước nhỏ gọn, cân bằng. Là một chó sục lao động, nó phải có khả năng chui qua những đoạn rất nhỏ dưới lòng đất để đi theo mỏ đá. Các nhà lai tạo chủ yếu quan tâm đến tính thực tiễn của giống chó này. Chó sục Patterdale có một cái cổ mạnh mẽ, sức mạnh để giữ mỏ đá của nó ở vịnh, khả năng ép vào hang chặt chẽ, và tính linh hoạt tuyệt vời và độ bền.

#### Bộ lông và màu

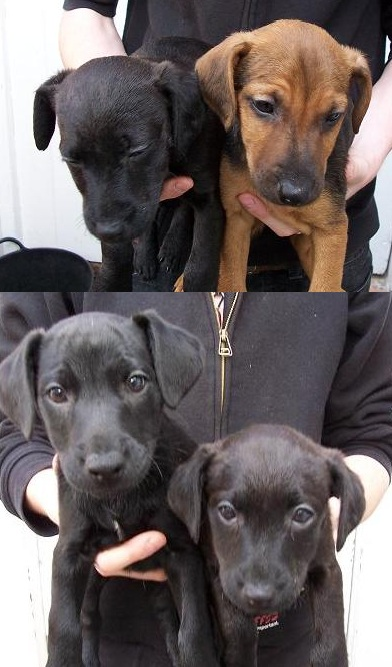
Các biến thể chính trong màu lông

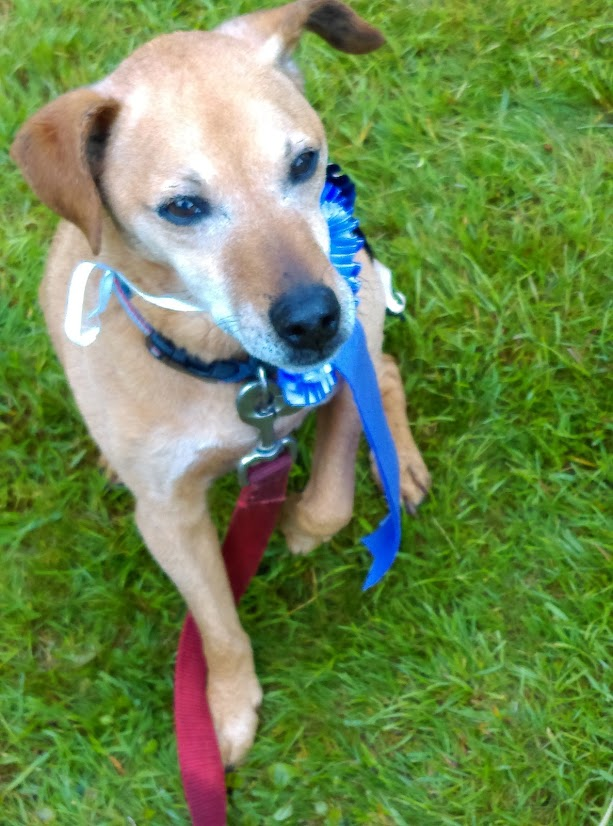
Chó sục Patterdale cái

Bộ lông có thể "mượt", "vỡ" hoặc "thô.". Chó sục Patterdale có bộ lông phủ dày đặc và thô ráp, khắc nghiệt. 
Mượt: Lông ngắn, bóng loáng. Lớp lông thường vẫn hiện diện.
Vỡ: Thô. Có thể một số sợi lông dài hơn trên mõm và cằm.
Thô: Lông dài hơn ở mặt, tai và mõm. Rất dày, bộ lông đôi để bảo vệ.
Màu sắc bao gồm đen, đỏ, đồng, đen và nâu, sô-cô-la, gan, hoặc thậm chí cả gan và nâu, cùng với màu xanh hiếm (trong đó mũi có màu đá phiến) và thỉnh thoảng nâu đó nhưng không bao giờ hoàn toàn trắng.

### Tập tính
Chó sục Patterdale rất dũng cảm và tự tin hơn khả năng của chúng. Chó sục Patterdale được biết đến như con chó sục lao động, chứ không phải là chó cảnh. Điển hình của những con chó săn, cần đòi hỏi năng lượng cao và động lực mạnh mẽ để theo đuổi con mồi, Chó sục Patterdale rất năng động và có thể khó khăn để giao tiếp. Mặc dù chũng cũng được nuôi như thú cưng, chúng có thể quá năng động với cuộc sống gia đình ít vận động.

## Lịch sử
Những con chó này được lai tạo bởi Joe Bowman, một thợ săn Ullswater. Chó sục Patterdale hiện đại còn được gọi là là Chó sục Fell.
Chó sục Patterdale được phát triển trong môi trường khắc nghiệt ở phía bắc nước Anh, một khu vực không thích hợp cho canh tác do chủ yếu là quá nhiều đồi núi. Chăn nuôi cừu là hoạt động canh tác chủ yếu trên những ngọn đồi này. Kể từ khi cáo bắt đầu ăn thịt cừu, thì những con chó săn được nuôi để săn cáo. Việc sử dụng những con chó để săn cáo theo cách này là bất hợp pháp ở Anh và xứ Wales bởi Hunting Act 2004
Ở Mỹ, Chó sục Patterdale được công nhận bởi Câu lạc bộ đăng ký chó thuần chủng Liên bang (UKC) vào ngày 1 tháng 1 năm 1995, nhưng vẫn không được công nhận bởi Câu lạc bộ đăng ký chó thuần chủng Mỹ (AKC).

## Thể thao
Trong những năm gần đây, Chó sục Patterdale đã bắt đầu cạnh tranh trong một số môn thể thao chó hiện đại bao gồm các môn thể thao như bóng bay và sự nhanh nhẹn.

## Website chính thức
- Chó sục Patterdale trên DMOZ